# P.C. Jersild
Per Christian Jersild, né le 14 mars 1935 à Katrineholm, est un écrivain et médecin suédois.

## Biographie
Il obtient le prix Dobloug en 1982 et le grand prix des Neuf en 1998.

## Œuvres traduites en français
- L’Île des enfants [« Barnens ö »], trad. de Marc de Gouvenain, Paris, Éditions Stock, coll. « Bel oranger », 1969, 367 p.  (ISBN 2-234-01032-2)
- Mon âme dans un bocal [« En Levande själ »], trad. de Pascale Balcon, Arles, France, Actes Sud, coll. « Cactus », 1989, 208 p.  (ISBN 2-86869-440-3)
- La Seconde Vie de Nils Holgersson [« Holgerssons »], trad. de Philippe Bouquet, Paris, Christian Bourgois Éditeur, 1994, 363 p.  (ISBN 2-267-01251-0)

Un amour d’autrefois [« En gammal kärlek »], trad. de Philippe Bouquet, Paris, Éditions Belfond, coll. « Littérature étrangère », 1997, 334 p.  (ISBN 2-7144-3427-4)